# Nikolaj Bulganin
Nikolaj Aleksandrovitj Bulganin (russisk: Николай Александрович Булганин), (født 30. marts 1895 i Nisjnij Novgorod, død 24. februar 1975 i Moskva) var en fremstående politiker i Sovjetunionen. Han var Sovjetunionens forsvarsminister (1953–1955) og Sovjetunionens ministerpræsident (1955–1958). Desuden var han ministerpræsident i den Russiske Socialistiske Føderative Sovjetrepublik mellem 1938 og 1940.
Bulganin blev født i Nisjnij Novgorod, som søn af en kontorarbejder. Han blev medlem af kommunistpartiet i 1917 og gjorde tjeneste i Bolsjevik-regimets politiske politi fra 1918 til 1922. Efter den russiske borgerkrig blev han industrileder og arbejdede i elektricitetsadministrationen fra 1922 til 1927 og i Moskvas elektricitetsforsyning fra 1927 til 1931. Fra 1931 til 1937 var han formand for eksekutivkomiteen i sovjetten i byen Moskva.
I 1934 blev han valgt som kandidat til Centralkomiteen, og som loyal stalinist blev han hurtigt forfremmet under Josef Stalins udrensninger i 1937–1938.
Den 22. juli 1937 blev han udnævnt til premierminister i den russiske sovjetrepublik. Samme år blev han medlem af Centralkomiteen, leder af Sovjetunionens statsbank og viceministerpræsident i Sovjetunionen.
Under 2. verdenskrig var han generalløjtnant i Den røde hær og var medlem af Sovjetunionens forsvarskomité. I 1944 blev han viceforsvarsminister og Stalins højre hånd i den røde hær. I 1946 blev han forsvarsminister og marskal af Sovjetunionen. Han blev også kandidat til politbureauet i kommunistpartiet og blev igen viceministerpræsident i Sovjetunionen fra 1947 til 1950. I 1948 blev han fuldt medlem af politbureauet.
I 1953 blev han udnævnt til forsvarsminister og allierede sig med Nikita Khrusjtsjov i dennes magtkamp med Georgij Malenkov. I februar 1955 fulgte han Malenkov som Sovjetunionens ministerpræsident. Han støttede Khrusjtsjovs program samt anti-stalinismen, og han rejste sammen med Khrusjtsjov til Indien, Jugoslavien og Storbritannien.
I 1957 begyndte Bulganin, i lighed med Vjatjeslav Molotov, at sætte spørgsmålstegn ved Nikita Khrusjtsjovs liberale politik. I juni 1957 mislykkedes det for de konservative kræfter at fjerne Khrusjtsjov fra magten, og som følge heraf blev Bulganin i marts 1958 afsat som premierminister i Sovjetunionen.
Han vendte tilbage til posten som formand for Sovjetunionens Statsbank, men i september 1958 blev han fjernet fra Centralkomiteen og frataget titlen som marskal. Han blev forflyttet til byen Stavropol som formand for det regionale økonomiske råd og gik på pension i februar 1960.
Brev til Bulganin er en dansk revyvise oversat fra østrigsk.
1. ↑  Navnet er anført på bokmål og stammer fra Wikidata hvor navnet endnu ikke findes på dansk.
2. ↑  Navnet er anført på bokmål og stammer fra Wikidata hvor navnet endnu ikke findes på dansk.
3. ↑  Navnet er anført på engelsk og stammer fra Wikidata hvor navnet endnu ikke findes på dansk.
4. ↑  Navnet er anført på bokmål og stammer fra Wikidata hvor navnet endnu ikke findes på dansk.